# دردار إكسيتري
دردار إكسيتري (الاسم العلمي:Ulmus exoniensis) هو نوع غير مؤكد من النباتات يتبع جنس الدردار من الفصيلة الدردارية.